# 宮下駅 (福島県)
宮下駅（みやしたえき）は、かつて福島県いわき市小名浜に存在した福島臨海鉄道の貨物駅（廃駅）である。
福島臨海鉄道本線の他、過去には小名浜埠頭本線も接続していた。

## 歴史
廃止時点では、東邦亜鉛小名浜製錬所への専用線に発着する車扱貨物を取り扱っていた。製錬所からは専用線を通じて亜鉛精鉱・亜鉛焼鉱を安中駅へ発送していた。亜鉛精鉱の輸送はトキ25000形貨車が、亜鉛焼鉱の輸送はタキ15600形貨車がそれぞれ担っており、これらの常備駅でもあった。かつては濃硫酸の発送があり、東北地方の工場へ輸送されていたが、2005年（平成17年）3月を以ってトラック輸送に転換され廃止された。
「小名浜港背後地震災復興土地区画整理事業」に伴い、隣接する小名浜駅が約600メートル西側へ移転することになり、東邦亜鉛専用線も移転後の小名浜駅へ接続する工事が行われ、2015年（平成27年）1月13日に新しい小名浜駅が開業するとともに当駅は廃止となった。

### 年表
- 1907年（明治40年）12月1日：本線の高山駅として開業。
- 1941年（昭和16年）6月：新線に切り替えに伴い移転、宮下駅に改称。
- 1970年（昭和45年）6月1日：小名浜埠頭本線の当駅 - 小名浜埠頭間が開業し、接続駅となる。
- 1972年（昭和47年）10月1日：旅客営業廃止。
- 2001年（平成13年）10月1日：小名浜埠頭本線の当駅 - 小名浜埠頭間が廃止され、本線の単独駅となる。
- 2015年（平成27年）1月13日：小名浜駅の移転に伴い廃止。

## 構造
廃止時点では専用線発着車扱貨物の取扱駅であった。地上駅で、駅西側にある東邦亜鉛小名浜製錬所への専用線があった。
その他、日本化成小名浜工場への専用線もあったが、既に廃止されている。日本化成線は工場内を経由し、隣の小名浜駅へ続いていた。

## 駅周辺
- 藤原川
- 東邦亜鉛 - 小名浜製錬所
- 小名浜製錬 - 小名浜製錬所
- 日本化成 - 小名浜工場
- 小名浜消防署

## 1985年時の常備貨車
- 伊藤忠商事所有
  - タキ4000形（濃硫酸、発煙硫酸専用）19両
  - タキ5750形（濃硫酸専用）14両
- 小名浜精錬所有
  - タキ4000形（濃硫酸専用）6両
- カクタス化成所有
  - タキ4000形（濃硫酸専用）5両
- 宝商店所有
  - タキ4000形（濃硫酸、発煙硫酸専用）3両
- 越田商事所有
  - タキ4000形（濃硫酸、発煙硫酸専用）2両
- 東邦亜鉛所有
  - タキ300形（濃硫酸、発煙硫酸専用）1両
  - タキ4000形（濃硫酸、発煙硫酸専用）31両
  - タキ5750形（濃硫酸専用）13両
  - タキ15600形（亜鉛焼鉱専用）20両
  - タキ20100形（重亜硫酸ソーダ液専用）12両
- 日本化成所有
  - タキ5750形（濃硫酸専用）2両
  - タム3050形（ホルマリン専用）11両
  - タキ8000形（ホルマリン専用）4両
  - タキ14900形（ホルマリン専用）5両
  - タキ8100形（希硝酸専用）2両
  - タキ10700形（希硝酸専用）1両
  - タキ10450形（濃硝酸専用）8両
  - タキ29000形（濃硝酸専用）2両
  - タキ18600形（液化アンモニア専用）18両
- 三谷産業所有
  - タキ4000形（塩酸専用）7両
- 三菱商事所有
  - タキ8000形（ホルマリン専用）5両

## 隣の駅
福島臨海鉄道
福島臨海鉄道本線
泉駅 - 宮下駅 - 小名浜駅
1972年10月1日まで泉駅との間に滝尻駅と東邦亜鉛前駅、小名浜駅との間に水素前駅が存在した。
小名浜埠頭本線
宮下駅 - 南宮下駅